# Raigardo apylinkės
Raigardo apylinkės este o arie protejată (sit de importanță comunitară — SCI) din Lituania întinsă pe o suprafață de 203,14 ha, integral pe uscat.

## Localizare
Centrul sitului Raigardo apylinkės este situat la coordonatele 53°57′10″N 23°58′22″E / 53.9527°N 23.9729°E.

## Înființare
Situl Raigardo apylinkės a fost declarat sit de importanță comunitară în martie 2021 pentru a proteja un număr necunoscut de specii din flora spontană și fauna sălbatică aflate în arealul zonei.

## Biodiversitate
Situată în ecoregiunea boreală, aria protejată conține 3 habitate naturale: Pajiști fino-scandinave uscate până la mezice, bogate în specii de altitudine mică, Fânețe de joasă altitudine (Alopecurus pratensis, Sanguisorba officinalis), Taiga vestică.
La baza desemnării sitului se află un număr nedeclarat de specii protejate.